# Union dramatique

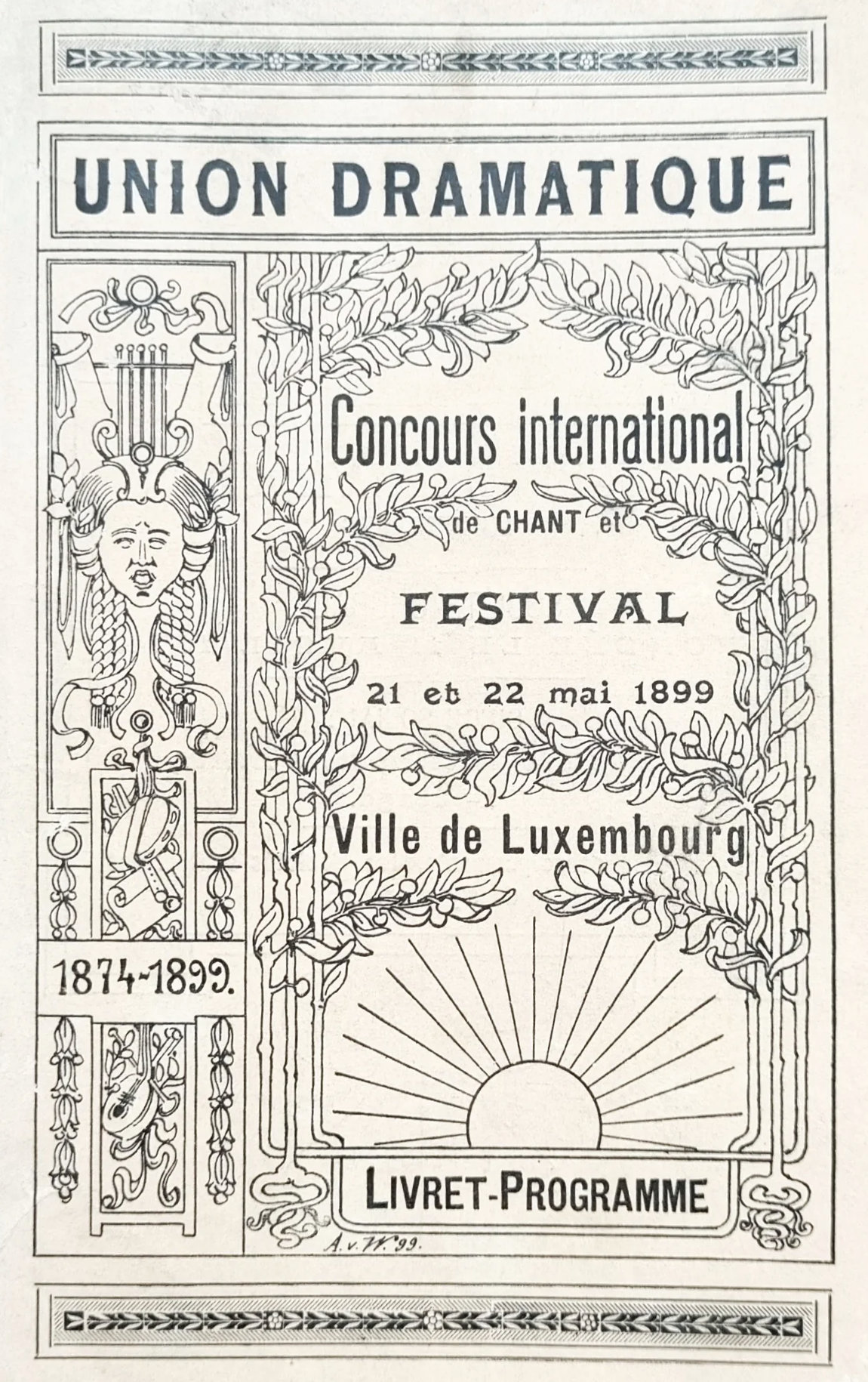
Programmaboekje (1899) met een illustratie van Auguste van Werveke

De Union dramatique was een Luxemburgs zang- en theatergezelschap, dat in 1874 werd opgericht en in 1920 fuseerde tot de Société chorale Orphéon de Luxembourg.

## Geschiedenis
De Union dramatique werd in 1874 opgericht in Luxemburg-Stad en kwam voort uit de Caeciliavereniging van de kathedraal van Luxemburg. Er werden jaarlijks meerdere toneelvoorstellingen en muzikale soirees opgevoerd, zoals het Festival patriotique (1875) ter ere van prinses Amalia of een avond met stukken van Dicks ter gelegenheid van de onthulling van het Dicks-Lentz-monument (1903). Van 1886 tot 1919 stond de vereniging onder leiding van dirigent-componist Joseph-Alexandre Müller. De opgevoerde revues werden geschreven door onder anderen Alexis (Lexi) Brasseur, Pol Clemen, Paul Hirschberger, Niki Laux, Nicolas Liez en Batty Weber.
Fusie
In 1918 begonnen de fusiebesprekingen met zangvereniging Enfants du Luxembourg. Beide verenigingen traden op 27 april 1919 voor het eerst gezamenlijk op, in de feestzaal van de Cercle municipal, tijdens een concert ten bate van het op te richten Monument du Souvenir. Op 3 januari 1920 fuseerden de Union dramatique en de Enfants du Luxembourg tot de Société chorale Orphéon de Luxembourg.

## Enkele opgevoerde stukken
- 1897 Rekes III, van A. Duchscher
- 1900 Melusina, van Lexi Brasseur en Pol Clemen
- 1901 De schêne Camil, komedie in drie bedrijven van Paul Hirschberger
- 1902 Letzeburger Flautereien, revue van Niki Laux en Paul Hirschberger
- 1903 Töff-Töff, revue van Niki Laux
- 1905 D'Villa Fina, komedie in drie bedrijven van André Duchscher
- 1905 Wé ê bestuot get
- 1907 Aïh-Da, revue van Eugène Forman
- 1913 Drop an derwidder!, revue in 2 bedrijven van Lexi Brasseur
- 1914 Kss... Kss... Kss..., revue in 2 bedrijven

## Afbeeldingen

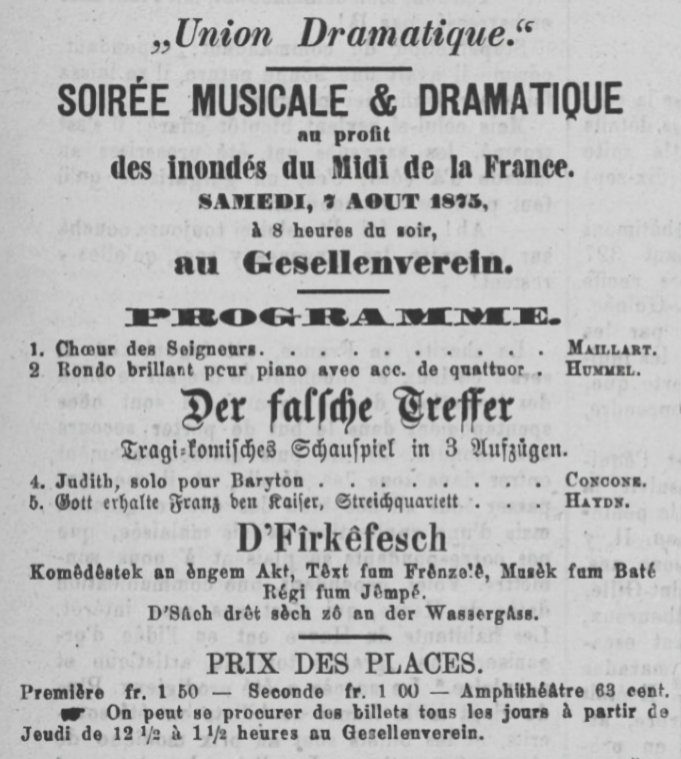
Advertentie voor Soirée Musicale & Dramatique (1875)
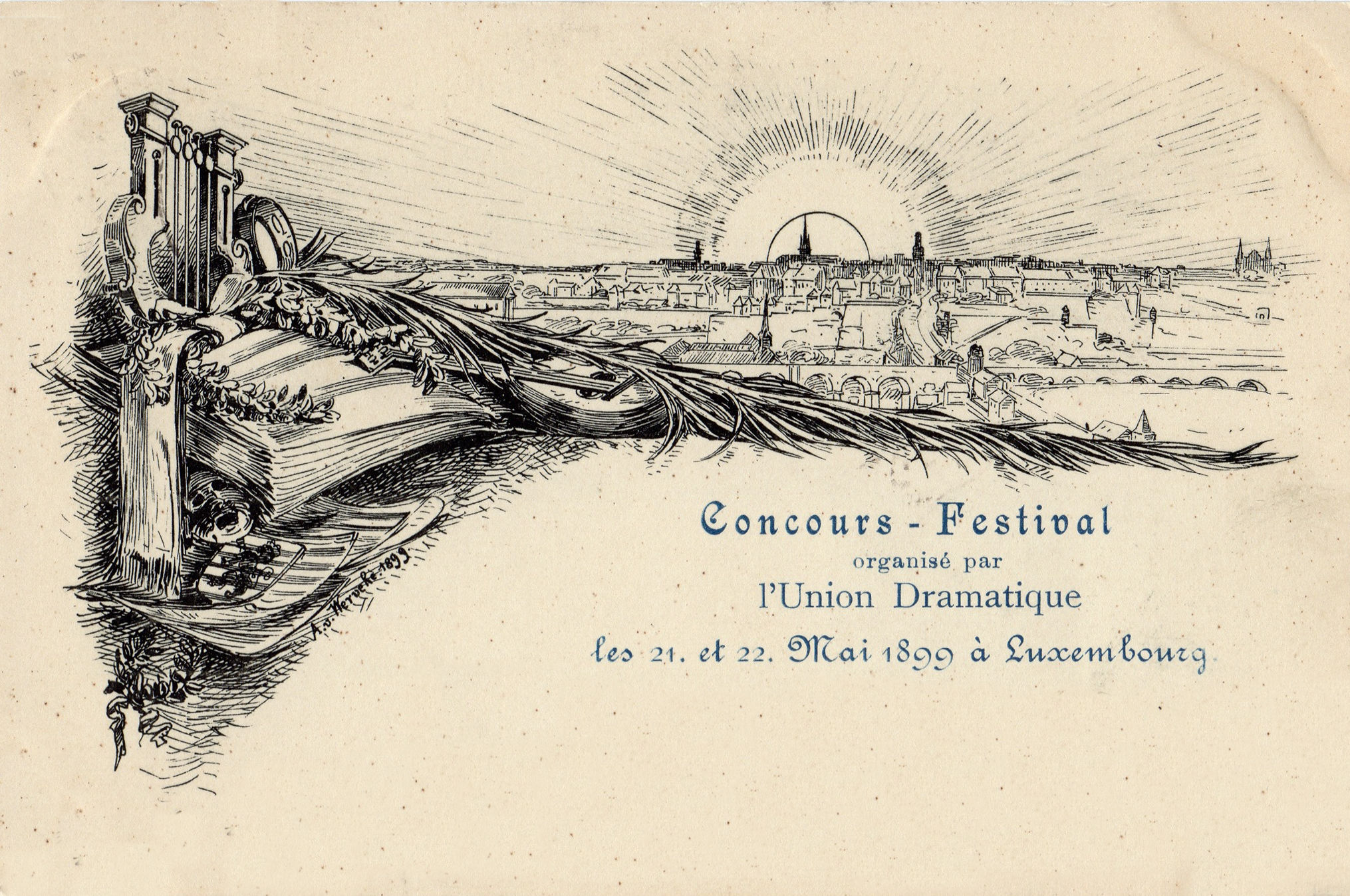
Concours-Festival organisé par l'Union Dramatique (1899), ansicht met een illustratie van Auguste van Werveke
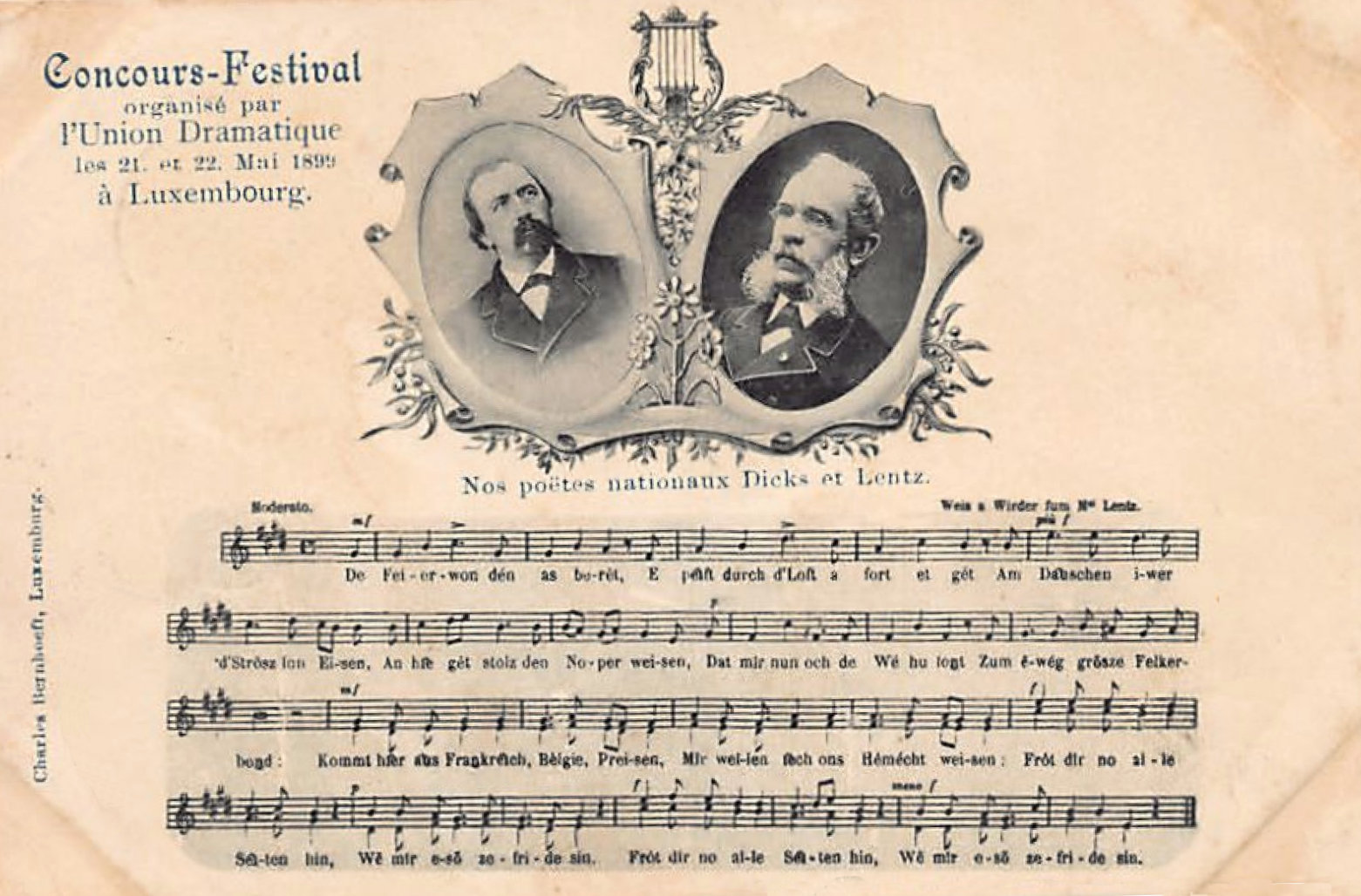
Ansicht t.g.v. een concours-festival met de foto's van Dicks en Lentz (1899)
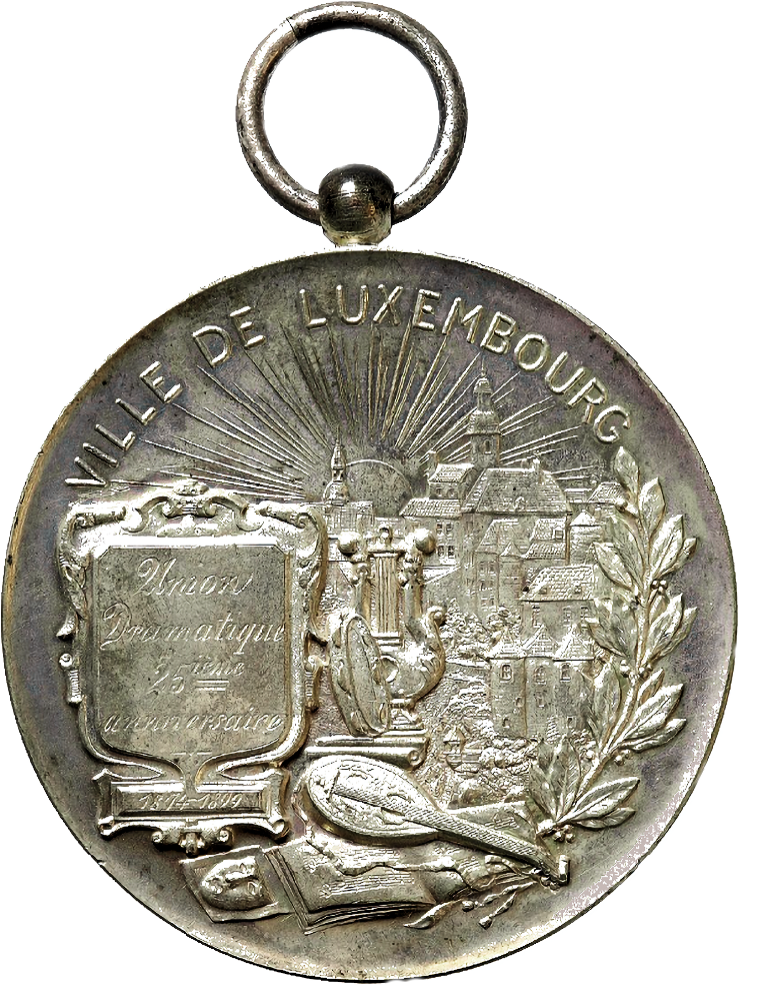
Medaille van de Stad Luxemburg voor de Union Dramatique (1899). De medaille is ontworpen door Albert Wunsch.
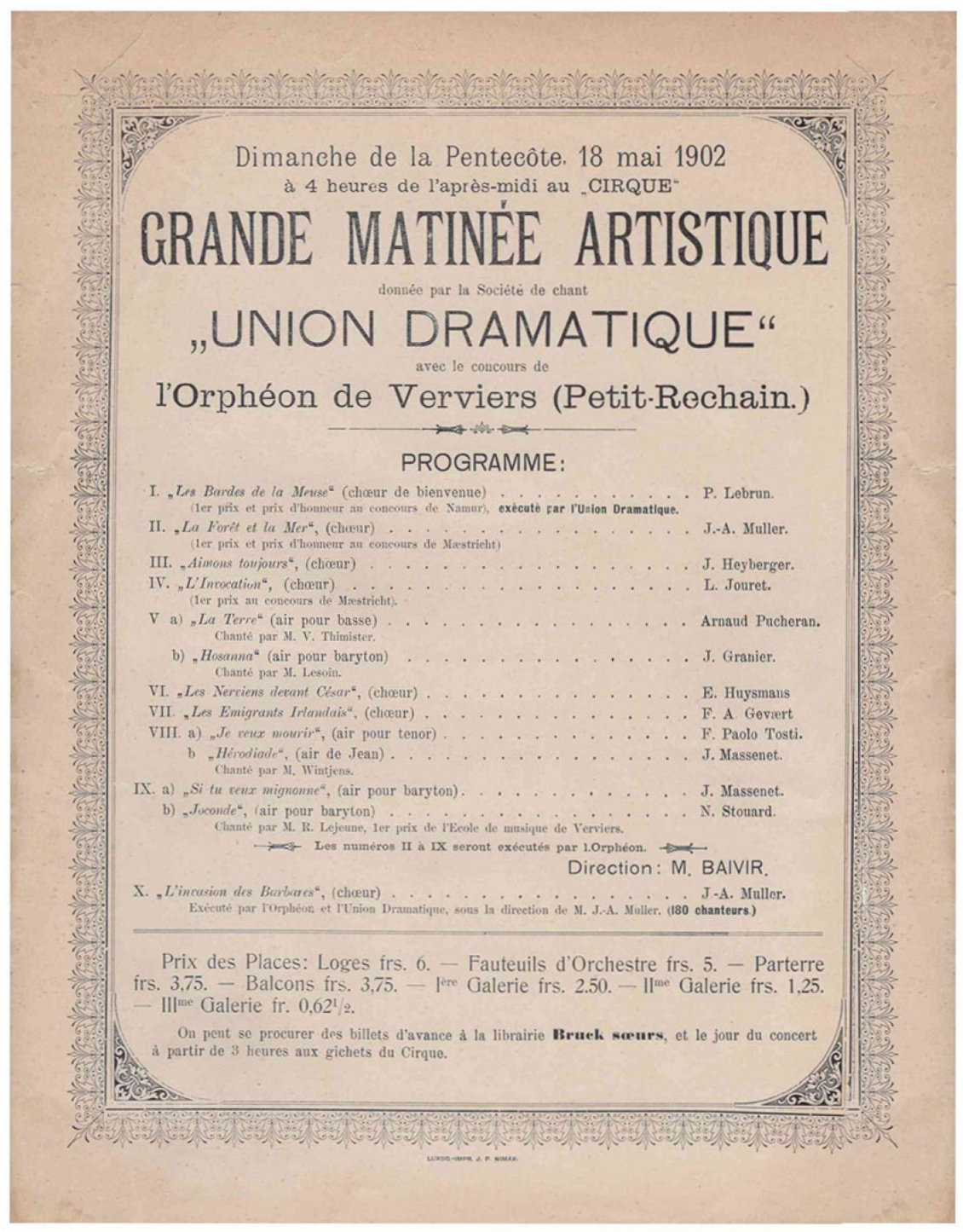
Programmablad van een Grande matinée artistique (1902)
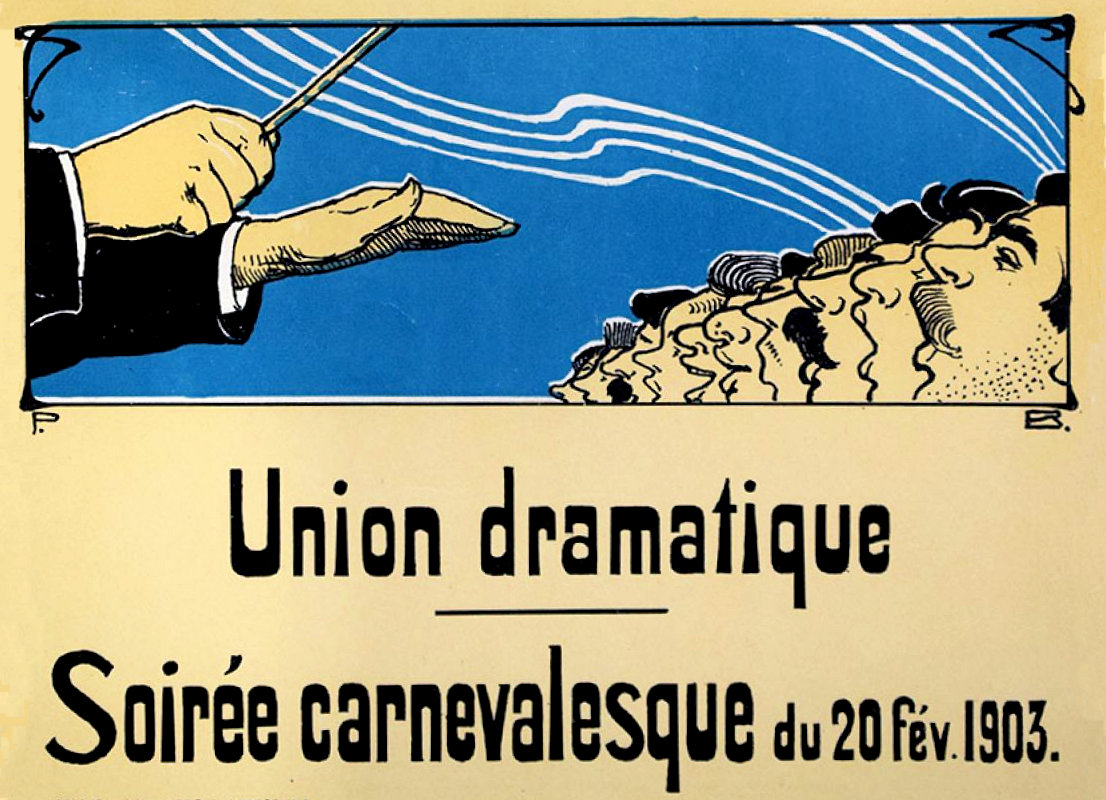
Detail programmaboekje (1903) met een illustratie van Pierre Blanc

## literatuur
- Alfred Houdremont (1899) "Union Dramatique. Société chorale à Luxembourg. 25e anniversaire. Chronique 1874-1899", in Grand concours international de chant d'ensemble organisé dimanche, 21 et lundi, 22 mai